# Parafia św. Anny w Przechlewie
Parafia Świętej Anny w Przechlewie – rzymskokatolicka parafia w Przechlewie. Należy do dekanatu borzyszkowskiego diecezji pelplińskiej. Erygowana w 1951 roku.